# Comté d'Oktibbeha
Le comté d'Oktibbeha est situé dans l’État du Mississippi, aux États-Unis. Il comptait 42 902 habitants en 2000. Son siège est Starkville.